# گرامتسوو
گرامتسوو (به آلمانی: Gramzow) یک شهر در آلمان است که در یوکرمرک واقع شده‌است. گرامتسوو ۲٬۰۴۸ نفر جمعیت دارد.

## خواهرخوانده
شهر کرپه (اشتاینبرگ) خواهرخواندهٔ گرامتسوو هست.